# 台鐵32200型通勤客車
台鐵40TP(K)32200型鋼體客車，是台鐵局在1971年向印度 I.C.F. （页面存档备份，存于）採購的通勤客車，共引進113輛（TP32200型一般車83輛，TPK32200型客守車30輛）

## 車型概要

### 40TP32200
- 採購輛數 	83輛 (40TP32201~32283)
- 製造年份：1971年
- 車輛座位：座位：72位，立位：28位
- 車輛皮重：33噸
- 換算噸數 	空：35噸，重：40噸
- 轉向架：TR-40、TR-29(40TP32261～32266、32271～32283)
- 軔機裝置：EV氣軔
- 最高速度：100 km/hr
- 車輛規格：
  - 長：20,000 mm
  - 寬：2,865 mm
  - 高：3,953 mm
- 此型車已全數報廢除籍。
- 40TP32268曾改籍為30ES32268七堵機務段機務搶修車，因車況不佳已報廢解體。

### 40TPK32200
- 採購輛數 	30輛 (40TPK32201~32230)
- 製造年份 	1971年
- 車輛座位 	座位：68位，立位：28位
- 車輛皮重 	33.6噸
- 換算噸數 	空：35噸，重：40噸
- 轉向架：TR-40
- 軔機裝置：EV氣軔
- 最高速度：100 km/hr
- 車輛規格同TP32200型
- 目前在籍車輛：40TPK32202、32206、32217、32228
- 全數車輛皆配置於高雄機務段，並作為藍皮解憂號車輛之使用。

## 保存車輛
靜態保存車輛：(共13輛)
- 40TP32210、32275：合興車站
- 40TP32236、40TPK32222：竹東車站西側
- 40TP32242：宜蘭黑水電影公司
- 40TP32246、32251、32255(已切半)：彰化第八月台市集旅店
- 40TP32249、32265：台南市龍崎區182縣道旁(私人收藏)
- 40TP32256：車埕休閒農業區
- 40TPK32219：國家鐵道博物館
- 40TPK32221：內政部消防署訓練中心訓練用

## 圖片集

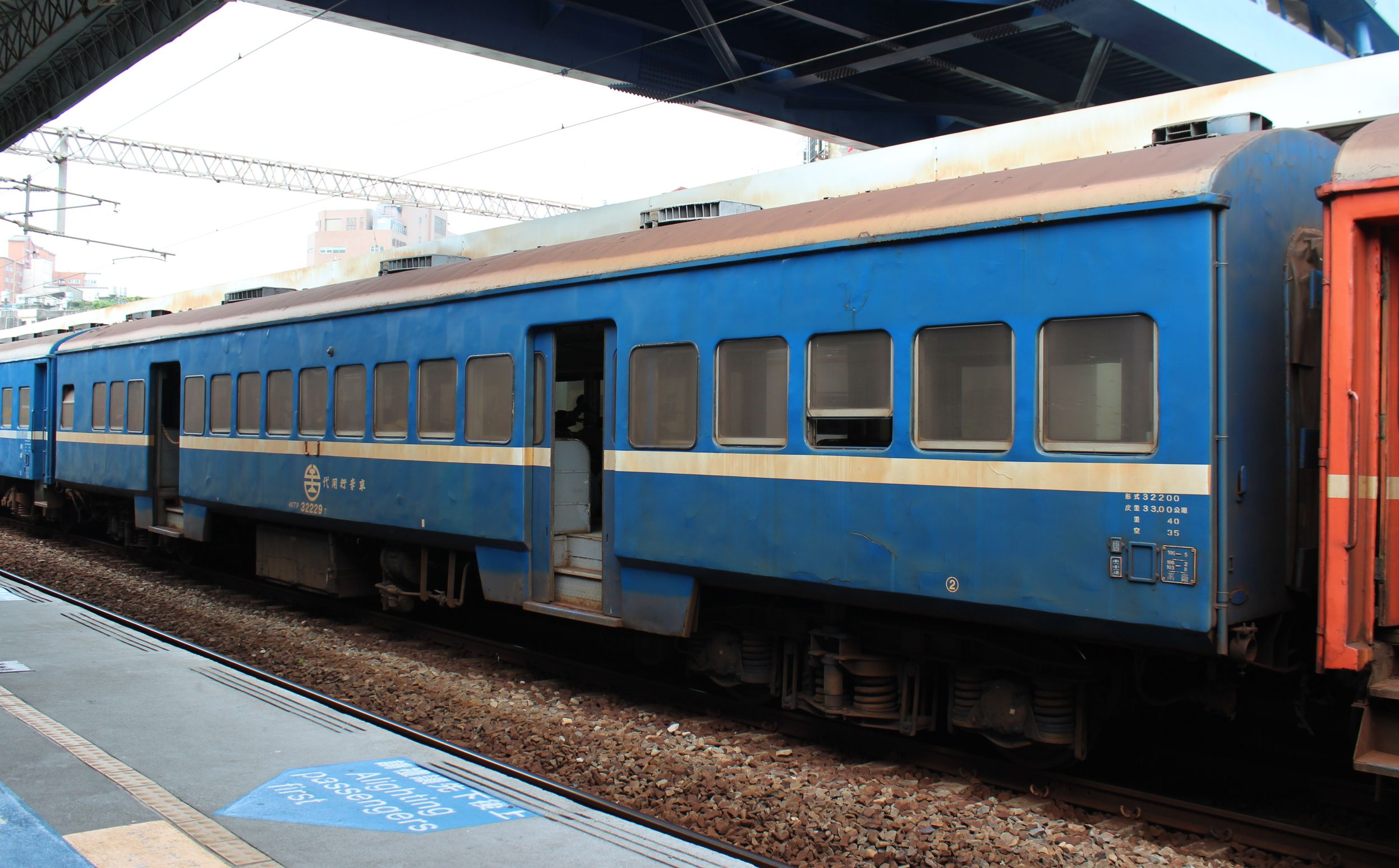
40TP32229T
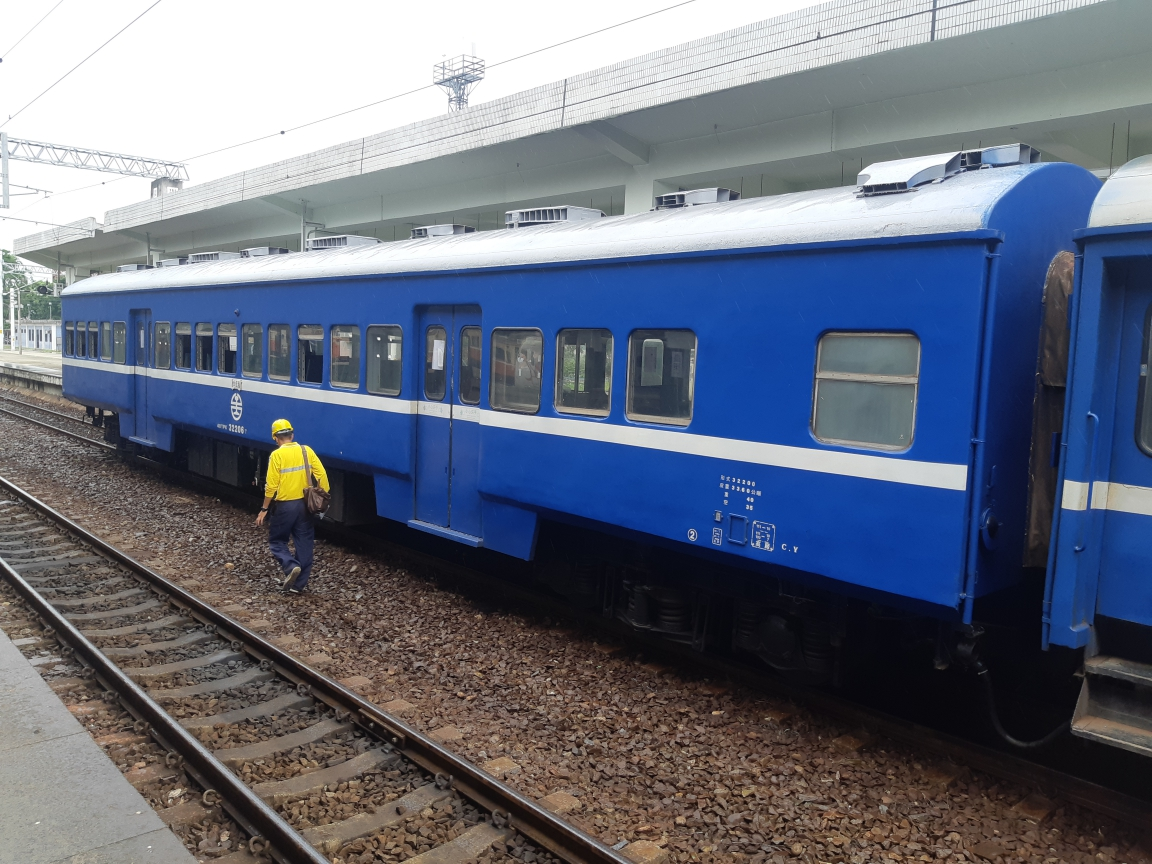
40TPK32206
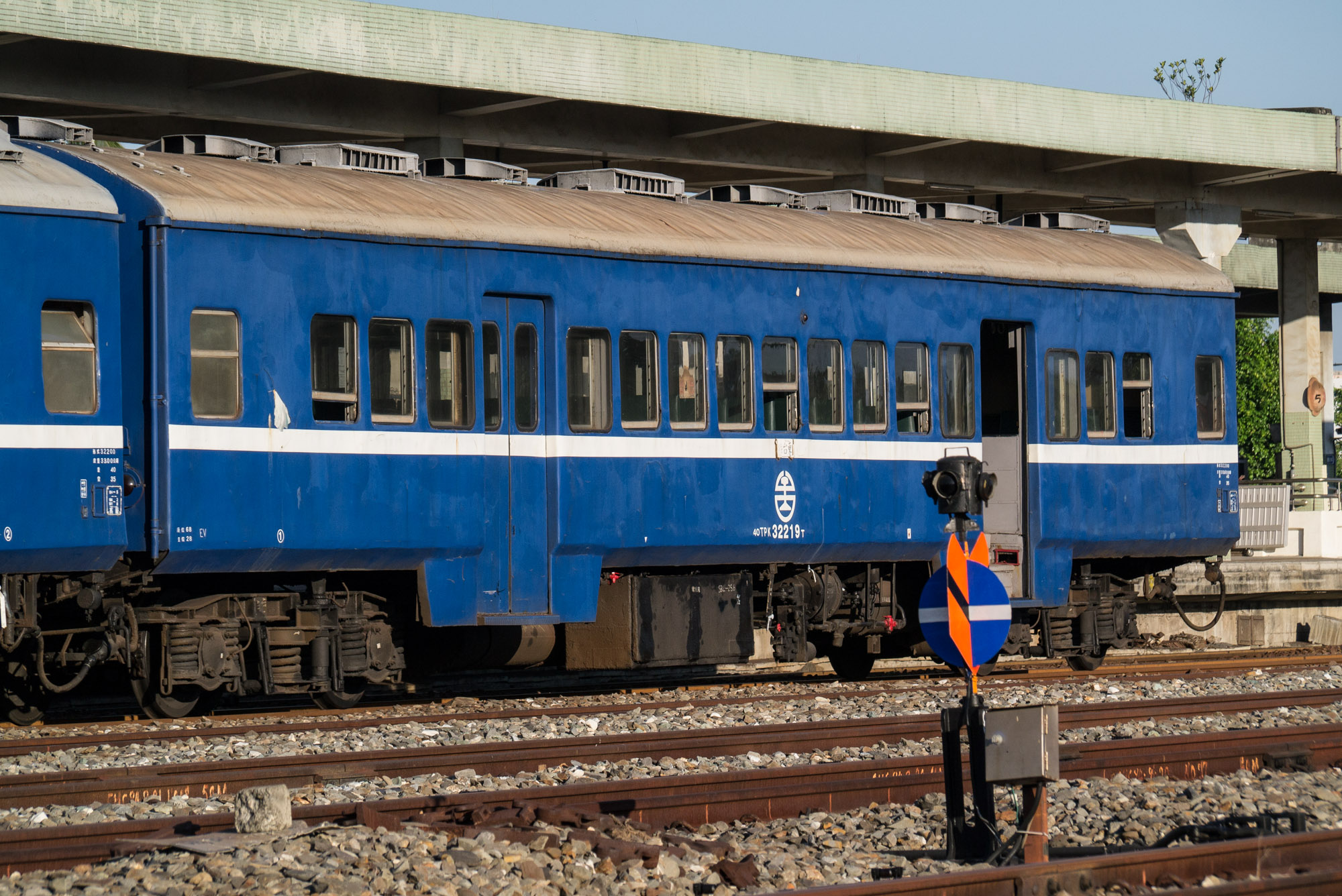
40TPK32219T